# Liste der Monuments historiques in Lutzelbourg
Die Liste der Monuments historiques in Lutzelbourg führt die Monuments historiques in der französischen Gemeinde Lutzelbourg auf.

## Liste der Bauwerke
| Bezeichnung            | Beschreibung                                     | Standort                    | Kennzeichnung | Schutzstatus | Datum | Bild           |
| ---------------------- | ------------------------------------------------ | --------------------------- | ------------- | ------------ | ----- | -------------- |
| Château de Lutzelbourg | Ruine einer Spornburg, Ende des 11. Jahrhunderts | südöstlich des Ortes (Lage) | PA00106799    | Classé       | 1930  | weitere Bilder |